# Abdij van Seligenstadt

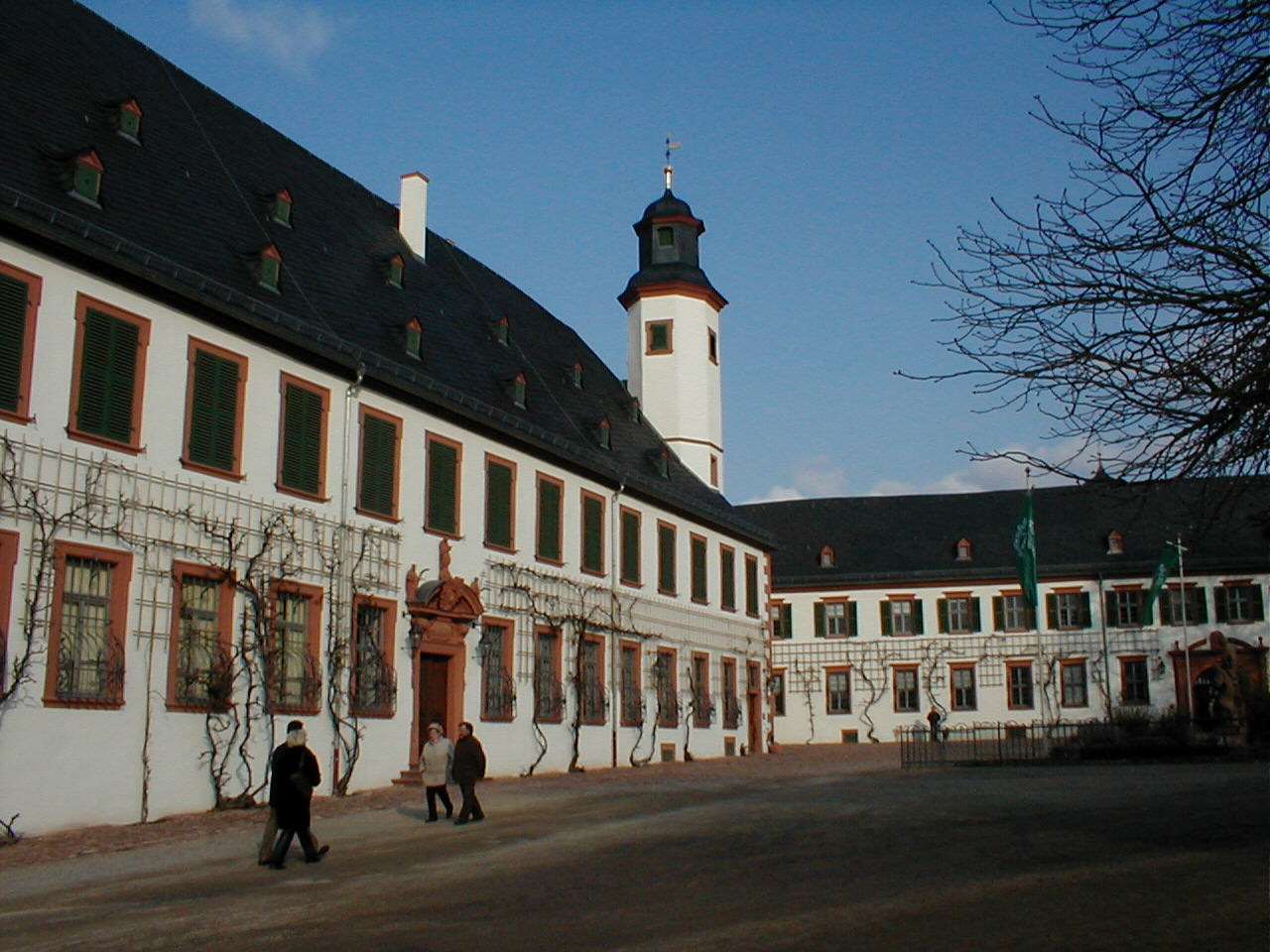
Abdij van Seligenstadt

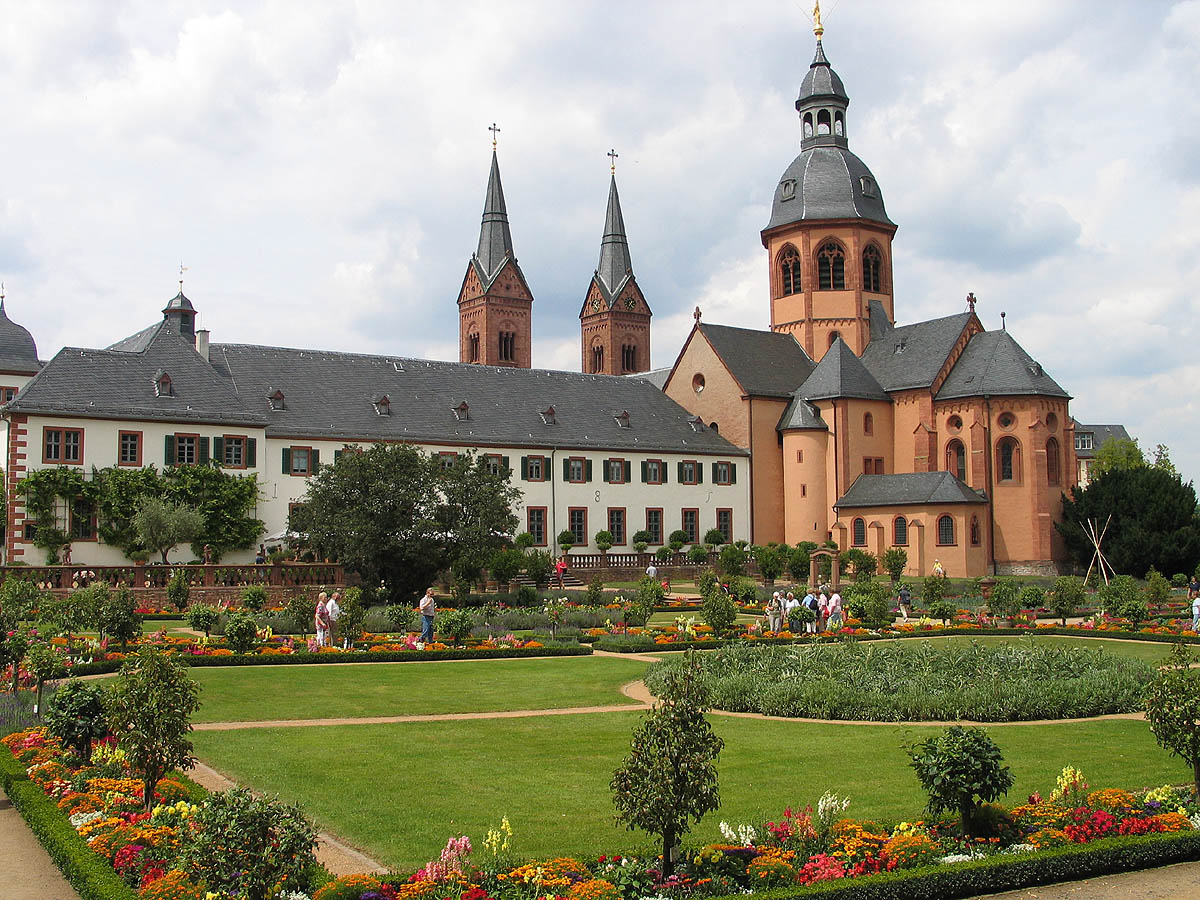
Basiliek en kloostertuin

De Abdij van Seligenstadt was een benedictijnenabdij te Seligenstadt aan de Main die bestaan heeft tot 1803. In dat jaar vond een secularisatie plaats, waarbij de abdijen in de streek werden opgeheven. De abdijgebouwen kwamen aan de Landgraaf van Hessen.
De geschiedenis van de abdij vangt aan in 815, toen Lodewijk de Vrome de Frankische nederzetting Obermühlheim (het huidige Seligenstadt) ten geschenke gaf aan Einhard. De relieken van Marcellinus en Petrus, gestolen uit een Romeinse catacombe, werden hierheen gevoerd en in 830 werd begonnen met de bouw van de Basiliek van Sint-Marcellinus en Petrus. Omstreeks dezelfde tijd werd de abdij gesticht, waarvan Einhard tot zijn dood toe abt is gebleven. Niet lang daarna kwam de naam Seligenstadt in zwang voor Obermühlheim.
De gebouwen van de abdij bestaan nog steeds en werden gerestaureerd. Ook de basiliek is nog aanwezig, al zijn van het oorspronkelijke Karolingische gebouw weinig fragmenten meer bewaard gebleven.
Het abdijcomplex (Klosterstadt) bestaat tegenwoordig uit fraai onderhouden kloostertuinen, een ensemble van gebouwen in barokstijl, een gereconstrueerde abdijmolen uit 1574, het paleis van de abt uit 1699 met een fraai barokinterieur, een wijnkelder, fonteinen, beelden en dergelijke.